# بارایوو
بارایوو (به صربی: Barajevo) یک منطقهٔ مسکونی در صربستان است که در Barajevo City Municipality واقع شده‌است.